# Michel Wieviorka
Pour les articles homonymes, voir Wieviorka.
 (mars 2016).
Si vous disposez d'ouvrages ou d'articles de référence ou si vous connaissez des sites web de qualité traitant du thème abordé ici, merci de compléter l'article en donnant les références utiles à sa vérifiabilité et en les liant à la section « Notes et références ».
Michel Wieviorka, né le 23 août 1946 à Paris, est un sociologue et maître de conférences français.
Il a été directeur d'études à l'École des hautes études en sciences sociales et a présidé l'Association internationale de sociologie de 2006 à 2010.

## Biographie

### Jeunesse et études
Les grands-parents paternels de Michel Wieviorka, Juifs polonais, sont arrêtés à Nice pendant la Seconde Guerre mondiale et meurent à Auschwitz : le grand-père, Wolf Wiewiorka, était né le 10 mars 1896 à Mińsk Mazowiecki, et la grand-mère, Rosa Feldman, le 10 août 1897 à Siedlce. Déportés le 28 octobre 1943, par le convoi no 61, du camp de Drancy vers Auschwitz, ils avaient auparavant été détenus au camp de Beaune-la-Rolande.
Son père, réfugié en Suisse, et sa mère, fille d’un tailleur parisien, réfugiée à Grenoble, survivent à la guerre. Il est le frère d'Annette, Sylvie et Olivier Wieviorka.
Il étudie les mathématiques au lycée et obtient un baccalauréat scientifique. 
Après des classes préparatoires économiques et commerciales, il intègre l'ESCP dont il est diplômé en 1968. 
Il obtient ensuite un doctorat en économie à l'université Paris-Dauphine (1973), puis un doctorat en sociologie à l’université Paris Nanterre (1976), sous la direction d’Alain Touraine. 

### Parcours professionnel
Alors qu'il rédige sa première thèse, il enseigne durant quatre ans l'économie et la gestion au lycée d'Enghien. Il obtient ensuite un poste de maître de conférences à Dauphine.
Directeur d'études à l'EHESS, il y a dirigé de 1993 à 2009 le Centre d'analyse et d'intervention sociologiques (CADIS) fondé par Alain Touraine en 1981.
Il est président de l'Association internationale de sociologie de 2006 à 2010.
Depuis 2009, il est administrateur de la fondation Maison des sciences de l'homme (FMSH). Après la publication d'un rapport sévère de la Cour des comptes évoquant « une institution en crise, à la gouvernance défaillante et divisée », Michel Wieviorka annonce sa démission en juillet 2020 « en raison des désaccords existants » avec le ministère de la Recherche et le Campus Condorcet, qui regroupe désormais la recherche en sciences humaines et sociales. À la suite d’une tribune de Michel Wieviorka, parue dans Libération dans laquelle il explique les raisons de sa démission de la FMSH, paraît une seconde tribune dans Libération signée par Jean-François Balaudé, président de l’établissement public Campus Condorcet, Christophe Prochasson, président de l’EHESS, Michel Deneken, président de l’université de Strasbourg, Antoine Petit, président-directeur général du CNRS et Gilles Roussel, président de la Conférence des présidents d’université. Ils estiment que « la fondation Maison des sciences de l'homme (FMSH) est une institution en difficulté depuis des années, en raison d'une gestion régulièrement jugée opaque et hasardeuse ainsi que de graves dysfonctionnements et tensions au niveau RH ». Ils déplorent que « Michel Wieviorka passe sous silence sa responsabilité dans la crise que traverse la FMSH alors qu’il en assure la direction depuis plus de dix ans. »
Il est président du jury de la Bourse Michel Seurat (Cnrs) et du Conseil scientifique du Conseil représentatif des associations noires de France (CRAN).
Ancien membre du Conseil scientifique de la Défense, il est, par ailleurs, président à Bruxelles d'un panel du Conseil européen de la recherche (CER ou European Research Council, ERC-7e PCRD).
Il appartient depuis 2019 au conseil scientifique de la DILCRAH.

## Travaux
Sa sociologie introduit une perspective qui tient compte de la globalisation, de la construction individuelle, et de la subjectivité des acteurs. La sociologie de l'action qu'il construit depuis ses premiers travaux sur les mouvements de consommateurs dans les années 1970 l'a conduit à étudier aussi bien des mouvements sociaux que des phénomènes comme le racisme, la violence, ou l'antisémitisme.
Sa reconnaissance internationale doit beaucoup à ses travaux sur le terrorisme (prix spécial du jury européen d'Amalfi 1989 pour son livre Sociétés et terrorisme) et autres conduites de haine et de violence ainsi que sur la globalisation et le multiculturalisme. Plusieurs de ses ouvrages sont traduits en anglais, en allemand, en espagnol, en portugais et en japonais.
Ses recherches sont volontiers comparatives à l'échelle internationale et il a mené des travaux dans plusieurs pays notamment en Pologne, en Espagne, aux États-Unis, en Amérique latine, en Russie.

## Prises de position
À la demande de Valérie Pécresse, ministre de l'Enseignement supérieur et de la Recherche, il a rédigé un rapport sur la diversité en France qui a été publié en 2008 chez Robert Laffont, éditeur chez lequel il anime la collection « Le monde comme il va ».
Le 4 décembre 2009, lors d'une interview au journal Libération au sujet de l'identité nationale, il déclare : « L’existence d’un ministère de l’Immigration et de l’Identité nationale est une catastrophe intellectuelle et politique pour l’image générale de la France ». Il est proche du Parti socialiste.
En 2012, il signe une tribune intitulée « Pour une nouvelle république » appelant à voter pour le candidat François Hollande. En janvier 2016 il participe à un collectif de personnalités favorable à une primaire des socialistes et des écologistes.
D'après l'entourage de Yannick Jadot, il apporte son soutien à ce dernier lors de la primaire de l'écologie de 2016, entre les deux tours.
Il signe la préface du livre Antisémite de Pascal Boniface (Max Milo, éditions) paru en janvier 2018. Dans celle-ci, il dénonce les attaques en antisémitisme dont serait victime Pascal Boniface.
En décembre 2018, il considère que le mouvement des Gilets jaunes a « un tropisme vers la droite dure ou extrême », dans une interview du journal Libération.
En 2020, il fait partie des premières personnalités à répondre à l'appel de Laurent Joffrin ayant l'intention de lancer un mouvement pour la « refondation d’une gauche réaliste, réformiste ».
Lors des manifestations contre les mesures vaccinales de 2021, il pointe la visibilité décontractée de l'antisémitisme qui y resurgit comme un archaïsme, dans une absence de réaction alentour, et invite à le combattre sans complaisance.

## Publications récentes
- Le racisme. Une introduction, Éditions La Découverte & Syros, Paris, 1998.
- « Identité nationale : quel “débat” » (avec Joël Roman), in Olivier Ferrand, L’État pyromane, Paris, Éditions Delavilla, 2010, p. 29-51,  (ISBN 978-2-917986-035)
- Pour la prochaine gauche, Paris, Robert Laffont, 2011, 280 p. (ISBN 978-2-221-12215-0)
- Evil, Cambridge, Polity, 2012, 157 p. (ISBN 978-0-7456-5393-8)
- Le Front national, entre extrémisme, populisme et démocratie, Paris, Éditions de la Maison des sciences de l’homme, collection Interventions, septembre 2013, 88 p.
- L’impératif numérique ou La nouvelle ère des sciences humaines et sociales ?, Paris, CNRS Éditions, coll. Débats, novembre 2013, 64 p.
- L’Antisémitisme expliqué aux jeunes, Paris, Le Seuil, 2014 (ISBN 978-2-02-117809-8)
- (coll.) Travailler au XXIe siècle. Des salariés en quête de reconnaissance, Paris, Robert Laffont, coll. « Le monde comme il va », janvier 2015, 316 p.
- Retour au sens : pour en finir avec le déclinisme, Paris, Robert Laffont, coll. « Le monde comme il va », 2015, 360 p.  (ISBN 978-2-221-15775-6)
- Le Séisme. Marine Le Pen présidente, Robert Laffont, 2016.
- (coll.) Qu'est-ce que la gauche ?, Fayard, 2017.
- avec Benoît Hamon et Yannick Jadot, La politique est à nous, Robert Laffont, 2017.
- Serge Klarsfeld. Le Mémorial de la déportation des Juifs de France. Beate et Serge Klarsfeld : Paris, 1978. rééd. Fils et filles de déportés juifs de France, 2012.
- (coll.) Serge Moscovici : un regard sur les mondes communs. Paris, Éditions de la Maison des sciences de l’homme, 2019.
- Pour une démocratie de combat, Robert Laffont, 2020.
- Les sciences humaines et sociales françaises à l'échelle de l'Europe et du monde. Michel Wierviorka et Jacques Moret. Editions de la Maison des Sciences de l'Homme, 2017.
- Les Juifs, les musulmans et la République. Michel Wierviorka et Farhad Khosrokhavar. Robert Laffont, 2017.
- Racisme, antisémitisme, antiracisme : apologie pour la recherche. Rapport à Madame Frédérique Vidal, ministre de l’Enseignement supérieur, de la Recherche et de l’Innovation. La Boite à Pandore, Paris, 2021,  (ISBN 978-2875575098)[23].
- La Dernière Histoire juive. Âge d'or et déclin de l'humour juif, Denoël, 2023  (ISBN 9782207179710).
- L’Idée de gauche peut-elle encore faire sens, L'Aube, 2025.

## Décoration
- Chevalier de la Légion d'honneur (2013)[24]